# Elaphropus anceps
Elaphropus anceps är en skalbaggsart som beskrevs av Leconte 1848. Elaphropus anceps ingår i släktet Elaphropus och familjen jordlöpare. Inga underarter finns listade i Catalogue of Life.